# Martin Volmert
Martin Volmert (* 23. November 1893 in Rinsecke; † 15. Februar 1958 in Menden (Sauerland)) war ein deutscher Kommunalpolitiker und ehrenamtlicher Landrat (Zentrum und CDU).

## Leben und Beruf
Nach dem Schulbesuch absolvierte er eine kaufmännische Ausbildung. Er war Geschäftsführer eines Sägewerks in Hüingsen und Mitinhaber eines Holz- u. Brennstoffgroßhandels.
Mitglied des Kreistages des damaligen Landkreises Iserlohn war Volmert von 1946 bis 1952. Vom 9. November 1946 bis zum 5. Dezember 1952 war er Landrat des Kreises. 1949 kandidierte er im Wahlkreis 119 für den deutschen Bundestag.